# Jeune Dragon recherche Appartement ou Donjon
Jeune Dragon recherche Appartement ou Donjon (ドラゴン、家を買う。, Dragon, Ie o Kau.) est une série de manga shōnen écrit par Kawo Tanuki et illustrée par Choco Aya. La série a débuté en décembre 2016 dans le magazine Monthly Comic Garden appartenant à Mag Garden. Au 8 aout 2023, dix volumes ont été publiés, ce qui clôt la saga . La version française est publiée par Soleil Manga avec sept tomes sortis, le huitième sortira le 20 septembre 2023.
Le manga est du genre comédie fantastique, il brise plusieurs fois le quatrième mur et fait souvent référence aux clichés stupides des différentes franchises du jeu vidéo (comme les héros qui ressuscitent toujours dans les RPG, l'impossibilité de voler malgré la présence d'ailes sans apprendre la capacité vol dans Pokémon ou la boite en carton qui suis les gardes dans Metal Gear).
Une adaptation en une série d'animation réalisée par le studio Signal.MD est diffusée du 4 avril 2021 au 20 juin 2021.

## Personnages
Letty (レティ, Reti)
Voix japonaise : Shun Horie (en)
Un jeune dragon rouge qui est faible et timide. Après s'être fait expulsé par sa famille il part à la recherche de la maison de ses rêves où il pourra se sentir en sécurité.
Dearia (ディアリア, Diaria)
Voix japonaise : Kaito Ishikawa
Un puissant elfe démon qui possède des talents d'architecte et qui connaît le secteur de l'immobilier. Il emmène visité des maisons à Letty pour qu'il puisse trouver la maison de ses rêves.
Pip (ピーちゃん, Pi-chan)
Voix japonaise : Shiori Izawa
Nom complet: Piyovelt Phelpia Pi Alpine Piyoderika. Un poussin hræsvelgr qui s'est empreint à Letty.
Nell (ネル, Neru)
Voix japonaise : Misato Fukuen
Nom complet: Andriana Ellen Croixdea Margarethe Emmalyn Narsham Felna. Elle est une princesse qui a fui son royaume.
Héros (勇者, Yūsha)
Voix japonaise : Kent Itō
Voleuse (シーフ, Shīfu)
Voix japonaise : Chiaki Takahashi
Mage blanc (白魔導士, Shiro Madōshi)
Voix japonaise : Daisuke Hirakawa (en)
Archer (弓使い, Yumidzukai)
Voix japonaise : Koutaro Nishiyama (en)
Albert (アルバート, Arubāto)
Voix japonaise : M.A.O
Huey (ヒューイ, Hyūi)
Voix japonaise : Takashi Kondō
Père de Letty (レティの父, Reti no Chichi)
Voix japonaise : Tesshō Genda
Lord Samuel (サミュエル卿, Samyueru Kyō)
Voix japonaise : Jōji Nakata
Varney (バーニー)
Voix japonaise : Kenjiro Tsuda (en)

## Manga
La série est écrite par Kawo Tanuki et illustrée par Choco Aya. La série a débuté en décembre 2016 dans le magazine de manga shōnen le Monthly Comic Garden appartenant à Mag Garden. Au 9 décembre 2021, huit volumes ont été publiés.
La version française est publiée par Soleil Productions dans sa collection Soleil Manga depuis septembre 2019 avec sept tomes sortis au 11 mai 2022.

### Liste des volumes
| no | Japonais        | Japonais          | Français          | Français          |
| no | Date de sortie  | ISBN              | Date de sortie    | ISBN              |
| -- | --------------- | ----------------- | ----------------- | ----------------- |
| 1  | 10 juillet 2017 | 978-4-80-000702-5 | 25 septembre 2019 | 978-2-302-07786-7 |
| 2  | 10 janvier 2018 | 978-4-80-000741-4 | 27 novembre 2019  | 978-2-30-207908-3 |
| 3  | 10 août 2018    | 978-4-80-000790-2 | 17 juin 2020      | 978-2-30-208193-2 |
| 4  | 10 avril 2019   | 978-4-80-000843-5 | 30 septembre 2020 | 978-2-30-208359-2 |
| 5  | 10 octobre 2019 | 978-4-80-000902-9 | 28 avril 2021     | 978-2-30-208920-4 |
| 6  | 9 mai 2020      | 978-4-80-000968-5 | 24 novembre 2021  | 978-2-30-209285-3 |
| 7  | 9 avril 2021    | 978-4-80-001068-1 | 11 mai 2022       | 978-2-30-209697-4 |
| 8  | 9 décembre 2021 | 978-4-80-001155-8 |                   |                   |

## Anime
Le 10 octobre 2019, a été annoncée dans le cinquième volume du manga que la série aurait le droit à une adaptation en une série télévisée animée.
La série est animée par le studio Signal.MD et réalisée par Haruki Kasugamori. Shiori Asuka et Su Shiyi s'occupant du design des personnages et Kyōhei Matsuno composant la musique de la série.
Masayoshi Ōishi interprète le générique de début intitulé Roll-playing, tandis que Non Stop Rabbit interprète le générique de fin intitulé Shizuka na Kaze,.
La série est diffusée du 4 avril 2021 au 20 juin 2021 sur Tokyo MX, ytv et BS Fuji. La série est licenciée en France par Wakanim et par Crunchyroll,.

### Liste des épisodes
| No | Titre français                     | Titre japonais           | Titre japonais         | Date de 1re diffusion |
| No | Titre français                     | Kanji                    | Rōmaji                 | Date de 1re diffusion |
| -- | ---------------------------------- | ------------------------ | ---------------------- | --------------------- |
| 1  | Maisons diverses                   | いろんな家               | Ironna ie              | 4 avril 2021          |
| 2  | Maison déchue                      | 落ちる家                 | Ochiru ie              | 11 avril 2021         |
| 3  | Première maison                    | 初めての家               | Hajimete no ie         | 18 avril 2021         |
| 4  | Maison froide                      | 冷たい家                 | Tsumetai ie            | 25 avril 2021         |
| 5  | Maison entassées                   | 集まってる家             | Atsumatteru ie         | 2 mai 2021            |
| 6  | Dragon, état d'urgence             | ドラゴン、緊急事態。     | Doragon, kinkyū jitai. | 9 mai 2021            |
| 7  | Maison de combat                   | たたかう家               | Tatakau ie             | 16 mai 2021           |
| 8  | Pip va jouer                       | ピーちゃん、遊びに行く。 | Pī-chan, asobi ni iku. | 23 mai 2021           |
| 9  | La maison du dragon noir           | 黒い竜の家               | Kuroi ryū no ie        | 30 mai 2021           |
| 10 | Chasseurs à la poursuite du dragon | 狩人、ドラゴンを追う。   | Hantā, doragon o ou.   | 6 juin 2021           |
| 11 | Maison gouvernementale             | 国営の家                 | Kokuei no ie           | 13 juin 2021          |
| 12 | Maison défensive                   | 防衛する家               | Bōei suru ie           | 20 juin 2021          |

### Annotations
1. ↑  Les titres français de l'adaptation en anime proviennent de Wakanim.

### Œuvres
Édition japonaise
Jeune Dragon recherche appartement ou donjon Manga
1. 1 2 3  (ja) « ドラゴン、家を買う。 8 », sur Mag Garden (consulté le 2 novembre 2021)
2. 1 2  (ja) « ドラゴン、家を買う。 1 », sur Mag Garden (consulté le 1er avril 2021)
3. 1 2  (ja) « ドラゴン、家を買う。 2 », sur Mag Garden (consulté le 1er avril 2021)
4. 1 2  (ja) « ドラゴン、家を買う。 3 », sur Mag Garden (consulté le 1er avril 2021)
5. 1 2  (ja) « ドラゴン、家を買う。 4 », sur Mag Garden (consulté le 1er avril 2021)
6. 1 2  (ja) « ドラゴン、家を買う。 5 », sur Mag Garden (consulté le 1er avril 2021)
7. 1 2  (ja) « ドラゴン、家を買う。 6 », sur Mag Garden (consulté le 1er avril 2021)
8. 1 2  (ja) « ドラゴン、家を買う。 7 », sur Mag Garden (consulté le 1er avril 2021)

Édition française
Jeune Dragon recherche appartement ou donjon Manga
1. 1 2 3  « Jeune Dragon recherche appartement ou donjon - Tome 7 », sur Soleil Manga (consulté le 20 mai 2022)
2. 1 2  « Jeune Dragon recherche appartement ou donjon - Tome 1 », sur Soleil Manga (consulté le 2 avril 2021)
3. 1 2  « Jeune Dragon recherche appartement ou donjon - Tome 2 », sur Soleil Manga (consulté le 2 avril 2021)
4. 1 2  « Jeune Dragon recherche appartement ou donjon - Tome 3 », sur Soleil Manga (consulté le 2 avril 2021)
5. 1 2  « Jeune Dragon recherche appartement ou donjon - Tome 4 », sur Soleil Manga (consulté le 2 avril 2021)
6. 1 2  « Jeune Dragon recherche appartement ou donjon - Tome 5 », sur Soleil Manga (consulté le 2 avril 2021)
7. 1 2  « Jeune Dragon recherche appartement ou donjon - Tome 6 », sur Soleil Manga (consulté le 1er octobre 2021)